# Apatania vepsica
Apatania vepsica är en nattsländeart som beskrevs av Ivanov in Ivanov och Grigorenko 1991. Apatania vepsica ingår i släktet Apatania och familjen Apataniidae. Inga underarter finns listade i Catalogue of Life.